# Mistrzostwa Europy w Lekkoatletyce 2010 – bieg na 800 m mężczyzn

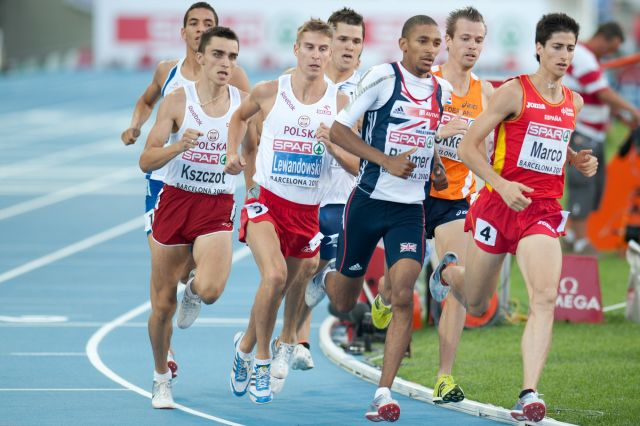
Bieg finałowy konkurencji biegu na 800 metrów podczas Mistrzostw Europy 2010 w Lekkoatletyce

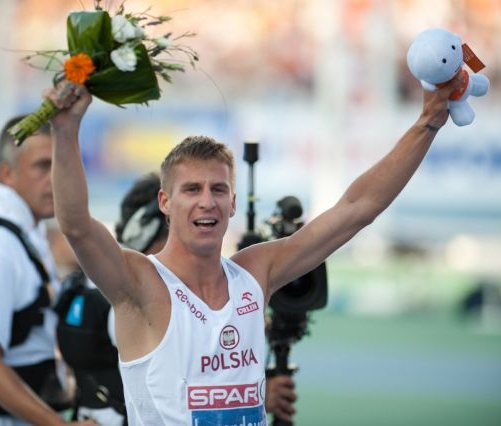
Marcin Lewandowski - złoty medalista, tuż po zakończeniu biegu finałowego

Bieg na 800 metrów mężczyzn – jedna z konkurencji rozegranych podczas lekkoatletycznych mistrzostw Europy na Estadi Olímpic Lluís Companys w Barcelonie.
Biegi eliminacyjne zostały rozegrane 28 lipca. Uczestniczący w nich zawodnicy zostali podzieleni na 4 grupy. Do półfinałów awansowało 3 najszybszych zawodników z każdego biegu oraz 4 z najlepszymi czasami ze wszystkich biegów eliminacyjnych. Z rywalizacji wycofał się broniący tytułu Holender Bram Som. Półfinały rozegrano 29 lipca. Uczestniczący w nich zawodnicy zostali podzieleni na 2 grupy. Do finału awansowało po 3 najlepszych zawodników z każdego biegu oraz 2 najszybszych z grona pozostałych. W finale, rozegranym 31 lipca, rywalizowało 8 zawodników. Złoty medal zdobył Polak Marcin Lewandowski. Był to pierwszy złoty medal zdobyty przez reprezentantów Polski podczas Mistrzostw Europy w Lekkoatletyce 2010. Srebrnym medalistą został Brytyjczyk Michael Rimmer, a brązowym Polak Adam Kszczot. Medale Lewandowskiego i Kszczota były pierwszymi krążkami zdobytymi przez Polaków w biegu na 800 metrów od zdobycia brązowego medalu przez Piotra Piekarskiego na Mistrzostwach Europy w Lekkoatletyce 1990.
Ceremonia wręczenia medali w tej konkurencji miała miejscu w dniu rozegrania finału, 31 lipca, o godzinie 22 na stadionie Estadi Olímpic Lluís Companys w Barcelonie.

## Terminarz
Biegi eliminacyjne rozegrano 28 lipca o godzinie 12:10, półfinały 29 lipca o godzinie 20:50, a finał 31 lipca o godzinie 19:35.
| Data     | Godzina | Faza zawodów |
| -------- | ------- | ------------ |
| 28 lipca | 12:10   | Eliminacje   |
| 29 lipca | 20:50   | Półfinał     |
| 31 lipca | 19:35   | Finał        |

## Rekordy
Poniższa tabela przedstawia rekord świata, rekord Europy oraz rekord mistrzostw Europy, a także najlepsze rezultaty na świecie i w Europie w sezonie 2010. Wszystkie wyniki uzyskano przed rozpoczęciem rywalizacji na mistrzostwach Europy w Barcelonie.
| Rekord świata            | Wilson Kipketer    | 1:41.11 | Kolonia        | 24 sierpnia 1997 |
| Rekord Europy            | Wilson Kipketer    | 1:41.11 | Kolonia        | 24 sierpnia 1997 |
| Rekord mistrzostw Europy | Olaf Beyer         | 1:43.84 | Praga          | 30 sierpnia 1978 |
| Listy światowe           | David Rudisha      | 1:41.51 | Heusden-Zolder | 10 lipca 2010    |
| Listy europejskie        | Marcin Lewandowski | 1:44.30 | Lozanna        | 8 lipca 2010     |

## Lista startowa
Do zawodów zgłoszono w sumie 39 zawodników z 24 krajów. Każdy kraj mógł zgłosić maksymalnie 5 zawodników, z czego nie więcej niż 3 mogło wystartować w zawodach. Ponadto, jeśli żaden zawodnik z danego państwa nie wypełnił wymaganego minimum (1:48.20), to dany kraj mógł wystawić jednego reprezentanta.
| Zawodnik              | Reprezentacja   | SB      | PB      |
| --------------------- | --------------- | ------- | ------- |
| Marcin Lewandowski    | Polska          | 1:44.30 | 1:43.84 |
| Michael Rimmer        | Wielka Brytania | 1:44.49 | 1:44.49 |
| Bram Som              | Holandia        | 1:44.58 | 1:43.45 |
| Jurij Borzakowski     | Rosja           | 1:44.65 | 1:42.47 |
| Luis Alberto Marco    | Hiszpania       | 1:45.26 | 1:45.26 |
| Jakub Holuša          | Czechy          | 1:45.56 | 1:45.56 |
| Adam Kszczot          | Polska          | 1:45.74 | 1:45.72 |
| Kevin López           | Hiszpania       | 1:45.8  | 1:45.8  |
| Jurij Kołdin          | Rosja           | 1:45.92 | 1:45.92 |
| Hamid Oualich         | Francja         | 1:46.06 | 1:46.06 |
| David Bustos          | Hiszpania       | 1:46.12 | 1:46.12 |
| Antonio Manuel Reina  | Hiszpania       | 1:46.15 | 1:43.83 |
| Thomas Chamney        | Irlandia        | 1:46.1  | 1:45.41 |
| Arnoud Okken          | Holandia        | 1:46.24 | 1:45.64 |
| Jozef Repcik          | Słowacja        | 1:46.36 | 1:44.94 |
| Robert Lathouwers     | Holandia        | 1:46.68 | 1:44.75 |
| David McCarthy        | Irlandia        | 1:46.82 | 1:46.82 |
| Giordano Benedetti    | Włochy          | 1:47.18 | 1:47.18 |
| Lukas Rifesser        | Włochy          | 1:47.25 | 1:45.88 |
| Cristian Vorovenci    | Rumunia         | 1:47.28 | 1:47.28 |
| Mattias Claesson      | Szwecja         | 1:47.36 | 1:46.36 |
| Joni Jaako            | Szwecja         | 1:47.36 | 1:47.36 |
| Tamás Kazi            | Węgry           | 1:47.40 | 1:45.55 |
| Dmitrijs Jurkevičs    | Łotwa           | 1:47.66 | 1:46.44 |
| Anis Ananienka        | Białoruś        | 1:47.66 | 1:47.66 |
| Vitalij Kozlov        | Litwa           | 1:47.69 | 1:46.58 |
| Goran Nava            | Serbia          | 1:47.77 | 1:46.63 |
| Andreas Smout         | Belgia          | 1:47.93 | 1:47.93 |
| Jozef Pelikan         | Słowacja        | 1:47.95 | 1:47.36 |
| Jan van den Broeck    | Belgia          | 1:47.95 | 1:47.95 |
| Dustin Emrani         | Izrael          | 1:47.96 | 1:46.92 |
| Mario Scapini         | Włochy          | 1:47.98 | 1:47.28 |
| Andreas Rapatz        | Austria         | 1:48.01 | 1:48.01 |
| Dmitrijs Miļkevičs    | Łotwa           | 1:48.04 | 1:43.67 |
| Mikko Lahtio          | Finlandia       | 1:48.10 | 1:46.59 |
| Anton Asplund         | Szwecja         | 1:48.12 | 1:48.12 |
| Brice Etès            | Monako          | 1:48.51 | 1:47.03 |
| Andreas Hjartbro Bube | Dania           | 1:49.58 | 1:48.48 |
| Christophe Bestgen    | Luksemburg      | 1:49.66 | 1:49.66 |

## Przebieg zawodów
| WR - rekord świata \| CR - rekord mistrzostw \| NR - rekord kraju \| AR - rekord kontynentu                    |
| SB - najlepszy wynik w sezonie \| WL - najlepszy tegoroczny wynik na listach światowych \| PB - rekord życiowy |

### Eliminacje
Do rywalizacji przystąpiło 32 średniodystansowców, których podzielono na cztery biegi eliminacyjne. Awans do półfinału bezpośrednio wywalczyła pierwsza trójka z każdego biegu (Q) oraz czwórka z najlepszymi rezultatami wśród pozostałych (q). Do rywalizacji nie przystąpił żaden z medalistów Mistrzostw Europy w Lekkoatletyce 2006 – Holender Bram Som (złoty medalista) z powodu gorączki wycofał się z zawodów, a Luksemburczyk David Fiegen (srebrny medalista) i Brytyjczyk Sam Ellis (brązowy medalista) nie zostali zgłoszeni do startu.

#### Bieg 1
Pierwszy bieg eliminacyjny z czasem 1:49.78 wygrał Polak Marcin Lewandowski. Drugie miejsce zajął Francuz Hamid Oualich, a trzeci był Hiszpan David Bustos. Wszyscy trzej byli przed rozpoczęciem rywalizacji uznawani za faworytów tego biegu. Awans do półfinału uzyskał także Rumun Cristian Vorovenci, który z czasem 1:50.05 zajął 4. miejsce wśród zawodników, którzy nie uzyskali bezpośredniego awansu.
| Poz. | Tor | Zawodnik           | Reprezentacja | Czas    | Uwagi |
| ---- | --- | ------------------ | ------------- | ------- | ----- |
| 1    | 5   | Marcin Lewandowski | Polska        | 1:49.78 | Q     |
| 2    | 2   | Hamid Oualich      | Francja       | 1:49.92 | Q     |
| 3    | 4   | David Bustos       | Hiszpania     | 1:50.01 | Q     |
| 4    | 6   | Cristian Vorovenci | Rumunia       | 1:50.05 | q     |
| 5    | 7   | Jozef Pelikan      | Słowacja      | 1:51.29 |       |
| 6    | 1   | Jan van den Broeck | Belgia        | 1:51.79 |       |
| 7    | 8   | Mattias Claesson   | Szwecja       | 1:52.53 |       |
| 8    | 3   | Christophe Bestgen | Luksemburg    | 1:52.64 |       |

#### Bieg 2
Najszybszym zawodnikiem w drugim biegu eliminacyjnym był Holender Robert Lathouwers, jednak został on zdyskwalifikowany za spowodowanie kolizji z Irlandczykiem Davidem McCarthym. W związku z tym bieg, z czasem 1:47.94, wygrał Czech Jakub Holuša. Drugi był Hiszpan Kevin López, a trzeci Monakijczyk Brice Etès. Był to zarazem najszybszy ze wszystkich biegów eliminacyjnych, dzięki czemu awans do półfinałów wywalczyli także Białorusin Anis Ananienka, Irlandczyk David McCarthy i Włoch Mario Scapini.
| Poz. | Tor | Zawodnik          | Reprezentacja | Czas    | Uwagi |
| ---- | --- | ----------------- | ------------- | ------- | ----- |
| 1    | 8   | Jakub Holuša      | Czechy        | 1:47.94 | Q     |
| 2    | 1   | Kevin López       | Hiszpania     | 1:48.13 | Q     |
| 3    | 5   | Brice Etès        | Monako        | 1:48.54 | Q     |
| 4    | 3   | Anis Ananienka    | Białoruś      | 1:49.29 | q     |
| 5    | 6   | David McCarthy    | Irlandia      | 1:49.53 | q     |
| 6    | 4   | Mario Scapini     | Włochy        | 1:49.67 | q     |
| 7    | 2   | Mikko Lahtio      | Finlandia     | 1:51.76 |       |
| -    | 7   | Robert Lathouwers | Holandia      | –       | DQF   |

#### Bieg 3
Za faworytów trzeciego biegu eliminacyjnego uznawano Polaka Adam Kszczota i Hiszpana Luisa Alberta Marca. Ostatecznie bieg, z czasem 1:49.96, wygrał Marco, przed Włochem Giordano Benedettim i Kszczotem. Z racji stosunkowo wolnego tempa biegu żaden z pozostałych zawodników nie uzyskał awansu do półfinału.
| Poz. | Tor | Zawodnik           | Reprezentacja | Czas    | Uwagi |
| ---- | --- | ------------------ | ------------- | ------- | ----- |
| 1    | 3   | Luis Alberto Marco | Hiszpania     | 1:49.96 | Q     |
| 2    | 6   | Giordano Benedetti | Włochy        | 1:50.00 | Q     |
| 3    | 4   | Adam Kszczot       | Polska        | 1:50.08 | Q     |
| 4    | 2   | Tamás Kazi         | Węgry         | 1:50.21 |       |
| 5    | 5   | Jozef Repcik       | Słowacja      | 1:50.51 |       |
| 6    | 7   | Andreas Rapatz     | Austria       | 1:51.55 |       |
| 7    | 1   | Vitalij Kozlov     | Litwa         | 1:52.18 |       |
| 8    | 8   | Anton Asplund      | Szwecja       | 1:55.23 |       |

#### Bieg 4
Faworytami czwartego biegu eliminacyjnego byli Brytyjczyk Michael Rimmer, Holender Arnoud Okken i Rosjanin Jurij Kołdin. Po przebiegnięciu 600 metrów liderem był Okken, jednak na ostatnich 50 metrach wyprzedził go Rimmer. Oprócz tej dwójki do półfinału awansował także Włoch Lukas Rifesser.
| Poz. | Tor | Zawodnik              | Reprezentacja   | Czas    | Uwagi |
| ---- | --- | --------------------- | --------------- | ------- | ----- |
| 1    | 8   | Michael Rimmer        | Wielka Brytania | 1:49.99 | Q     |
| 2    | 7   | Arnoud Okken          | Holandia        | 1:50.13 | Q     |
| 3    | 5   | Lukas Rifesser        | Włochy          | 1:50.40 | Q     |
| 4    | 6   | Jurij Kołdin          | Rosja           | 1:50.64 |       |
| 5    | 3   | Joni Jaako            | Szwecja         | 1:50.93 |       |
| 6    | 2   | Dustin Emrani         | Izrael          | 1:51.51 |       |
| 7    | 1   | Andreas Hjartbro Bube | Dania           | 1:51.91 |       |
| 8    | 4   | Andreas Smout         | Belgia          | 1:52.04 |       |

#### Podsumowanie eliminacji
Poniższa tabela przedstawia sumaryczne zestawienie wszystkich czasów osiągniętych w biegach eliminacyjnych.
| Poz. | Bieg | Tor | Zawodnik              | Reprezentacja   | Rezultat | Uwagi |
| ---- | ---- | --- | --------------------- | --------------- | -------- | ----- |
| 1    | 2    | 8   | Jakub Holuša          | Czechy          | 1:47.94  | Q     |
| 2    | 2    | 1   | Kevin López           | Hiszpania       | 1:48.13  | Q     |
| 3    | 2    | 5   | Brice Etès            | Monako          | 1:48.54  | Q     |
| 4    | 2    | 3   | Anis Ananienka        | Białoruś        | 1:49.29  | q     |
| 5    | 2    | 6   | David McCarthy        | Irlandia        | 1:49.53  | q     |
| 6    | 2    | 4   | Mario Scapini         | Włochy          | 1:49.67  | q     |
| 7    | 1    | 5   | Marcin Lewandowski    | Polska          | 1:49.78  | Q     |
| 8    | 1    | 2   | Hamid Oualich         | Francja         | 1:49.92  | Q     |
| 9    | 3    | 3   | Luis Alberto Marco    | Hiszpania       | 1:49.96  | Q     |
| 10   | 4    | 8   | Michael Rimmer        | Wielka Brytania | 1:49.99  | Q     |
| 11   | 3    | 6   | Giordano Benedetti    | Włochy          | 1:50.00  | Q     |
| 12   | 1    | 4   | David Bustos          | Hiszpania       | 1:50.01  | Q     |
| 13   | 1    | 6   | Cristian Vorovenci    | Rumunia         | 1:50.05  | q     |
| 14   | 3    | 4   | Adam Kszczot          | Polska          | 1:50.08  | Q     |
| 15   | 4    | 7   | Arnoud Okken          | Holandia        | 1:50.13  | Q     |
| 16   | 3    | 2   | Tamás Kazi            | Węgry           | 1:50.21  |       |
| 17   | 4    | 5   | Lukas Rifesser        | Włochy          | 1:50.40  | Q     |
| 18   | 3    | 5   | Jozef Repcik          | Słowacja        | 1:50.21  |       |
| 19   | 4    | 6   | Jurij Kołdin          | Rosja           | 1:50.64  |       |
| 20   | 4    | 3   | Joni Jaako            | Szwecja         | 1:50.93  |       |
| 21   | 1    | 7   | Jozef Pelikan         | Słowacja        | 1:51.29  |       |
| 22   | 4    | 2   | Dustin Emrani         | Izrael          | 1:51.51  |       |
| 23   | 3    | 7   | Andreas Rapatz        | Austria         | 1:51.55  |       |
| 24   | 2    | 2   | Mikko Lahtio          | Finlandia       | 1:51.76  |       |
| 25   | 1    | 1   | Jan van den Broeck    | Belgia          | 1:51.79  |       |
| 26   | 4    | 1   | Andreas Hjartbro Bube | Dania           | 1:51.51  |       |
| 27   | 4    | 4   | Andreas Smout         | Belgia          | 1:52.04  |       |
| 28   | 3    | 1   | Vitalij Kozlov        | Litwa           | 1:52.18  |       |
| 29   | 1    | 8   | Mattias Claesson      | Szwecja         | 1:52.53  |       |
| 30   | 1    | 3   | Christophe Bestgen    | Luksemburg      | 1:52.64  |       |
| 31   | 3    | 8   | Anton Asplund         | Szwecja         | 1:55.23  |       |
| –    | 2    | 7   | Robert Lathouwers     | Holandia        |          | DSQ   |

### Półfinały
Rozegrano dwa biegi półfinałowe. Awans do finału gwarantowało zajęcie jednego z pierwszych trzech miejsc w biegu (Q). Skład finału uzupełniła dwójka przegranych, którzy legitymowali się najlepszymi czasami (q).

#### Bieg 1
| Poz. | Tor | Zawodnik           | Reprezentacja | Czas    | Uwagi |
| ---- | --- | ------------------ | ------------- | ------- | ----- |
| 1    | 4   | Kevin López        | Hiszpania     | 1:48.11 | Q     |
| 2    | 6   | Marcin Lewandowski | Polska        | 1:48.15 | Q     |
| 3    | 7   | Arnoud Okken       | Holandia      | 1:48.25 | Q     |
| 4    | 3   | Jakub Holuša       | Czechy        | 1:48.27 | q     |
| 5    | 2   | Cristian Vorovenci | Rumunia       | 1:48.88 |       |
| 6    | 5   | David Bustos       | Hiszpania     | 1:49.08 |       |
| 7    | 1   | Mario Scapini      | Włochy        | 1:49.13 |       |
| 8    | 8   | Lukas Rifesser     | Włochy        | 1:49.75 |       |

#### Bieg 2
| Poz. | Tor | Zawodnik           | Reprezentacja   | Czas    | Uwagi |
| ---- | --- | ------------------ | --------------- | ------- | ----- |
| 1    | 3   | Michael Rimmer     | Wielka Brytania | 1:47.67 | Q     |
| 2    | 5   | Luis Alberto Marco | Hiszpania       | 1:47.79 | Q     |
| 3    | 4   | Adam Kszczot       | Polska          | 1:47.84 | Q     |
| 4    | 6   | Hamid Oualich      | Francja         | 1:48.06 | q     |
| 5    | 2   | Anis Ananienka     | Białoruś        | 1:48.41 |       |
| 6    | 8   | David McCarthy     | Irlandia        | 1:49.14 |       |
| 7    | 7   | Giordano Benedetti | Włochy          | 1:49.33 |       |
| 8    | 1   | Brice Etès         | Monako          | 1:49.52 |       |

### Finał
| Poz. | Tor | Zawodnik           | Reprezentacja   | Czas    | Uwagi |
| ---- | --- | ------------------ | --------------- | ------- | ----- |
|      | 5   | Marcin Lewandowski | Polska          | 1:47.07 |       |
|      | 6   | Michael Rimmer     | Wielka Brytania | 1:47.17 |       |
|      | 8   | Adam Kszczot       | Polska          | 1:47.22 |       |
| 4    | 2   | Arnoud Okken       | Holandia        | 1:47.31 |       |
| 5    | 3   | Jakub Holuša       | Czechy          | 1:47.45 |       |
| 6    | 7   | Kevin López        | Hiszpania       | 1:47.82 |       |
| 7    | 4   | Luis Alberto Marco | Hiszpania       | 1:48.42 |       |
| 8    | 1   | Hamid Oualich      | Francja         | 1:49.77 |       |